# Cub Swanson
Pour les articles homonymes, voir Swanson.
Kevin Luke Swanson dit Cub Swanson, né le 2 novembre 1983 à Palm Springs en Californie aux États-Unis, est un pratiquant américain d'arts martiaux mixtes (MMA). Il combat actuellement à l'Ultimate Fighting Championship dans la division des poids plumes. Il est aussi ceinture noire de jiu-jitsu brésilien.

## Palmarès

### Distinctions
- Ultimate Fighting Championship
  - Combat de la soirée (quatre fois)
  - KO de la soirée (deux fois)
- World Extreme Cagefighting
  - Combat de la soirée (trois fois)

### Palmarès en arts martiaux mixtes
| 32 combats     | 25 victoires | 7 défaites |
| Par KO         | 8            | 1          |
| Par soumission | 7            | 5          |
| Sur décision   | 10           | 1          |

| Résultat | Record | Adversaire        | Méthode                                    | Événement                              | Date              | Round | Temps | Lieu                                  | Notes |
| -------- | ------ | ----------------- | ------------------------------------------ | -------------------------------------- | ----------------- | ----- | ----- | ------------------------------------- | --- |
| Victoire | 25-7   | Artem Lobov       | Décision unanime                           | UFC Fight Night: Swanson vs. Lobov     | 22 avril 2017     | 5     | 5:00  | Nashville, Tennessee, États-Unis      | Combat de la soirée.                                                                                         |
| Victoire | 24-7   | Choi Doo-ho       | Décision unanime                           | UFC 206: Holloway vs. Pettis           | 10 décembre 2016  | 3     | 5:00  | Toronto, Ontario, Canada              | Combat de la soirée.                                                                                         |
| Victoire | 23-7   | Tatsuya Kawajiri  | Décision unanime                           | UFC Fight Night: Rodríguez vs. Caceres | 5 août 2016       | 3     | 5:00  | Salt Lake City, Utah, États-Unis      | |
| Victoire | 22-7   | Hacran Dias       | Décision unanime                           | UFC on Fox: Teixeira vs. Evans         | 16 avril 2016     | 3     | 5:00  | Tampa, Floride, États-Unis            | |
| Défaite  | 21-7   | Max Holloway      | Soumisison (Étranglement en guillotine)    | UFC on Fox: Machida vs. Rockhold       | 18 avril 2015     | 3     | 3:58  | Newark, New Jersey, États-Unis        | |
| Défaite  | 21-6   | Frankie Edgar     | Soumisison (clé de nuque)                  | UFC Fight Night: Edgar vs. Swanson     | 22 novembre 2014  | 5     | 4:56  | Austin, Texas, États-Unis             | |
| Victoire | 21-5   | Jeremy Stephens   | Décision unanime                           | UFC Fight Night: Swanson vs. Stephens  | 28 juin 2014      | 5     | 5:00  | San Antonio, Texas, États-Unis        | Combat de la soirée.                                                                                         |
| Victoire | 20-5   | Dennis Siver      | TKO (coups de poing)                       | UFC 162: Silva vs. Weidman             | 6 juillet 2013    | 3     | 2:42  | Las Vegas, Nevada, États-Unis         | Combat de la soirée.                                                                                         |
| Victoire | 19–5   | Dustin Poirier    | Décision unanime                           | UFC on Fuel TV: Barao vs. McDonald     | 16 février 2013   | 3     | 5:00  | Londres, Angleterre                   | |
| Victoire | 18–5   | Charles Oliveira  | KO (coup de poing)                         | UFC 152: Jones vs. Belfort             | 22 septembre 2012 | 1     | 2:40  | Toronto, Ontario, Canada              | Oliveira ne fait pas le poids à la pesée. Combat en poids intermédiaire : 146.4 lb (67 kg). KO de la soirée. |
| Victoire | 17–5   | Ross Pearson      | TKO (coups de poing)                       | UFC on FX: Maynard vs. Guida           | 22 juin 2012      | 2     | 4:14  | Atlantic City, New Jersey, États-Unis | KO de la soirée.                                                                                             |
| Victoire | 16–5   | George Roop       | TKO (coups de poing)                       | UFC on Fox: Evans vs. Davis            | 28 janvier 2012   | 2     | 2:22  | Chicago, Illinois, États-Unis         | |
| Défaite  | 15–5   | Ricardo Lamas     | Soumission (étranglement en triangle)      | UFC on Fox: Velasquez vs. Dos Santos   | 12 novembre 2011  | 2     | 2:16  | Anaheim, Californie, États-Unis       | |
| Victoire | 15–4   | Mackens Semerzier | Décision partagée                          | WEC 52                                 | 11 novembre 2010  | 3     | 5:00  | Las Vegas, Nevada, États-Unis         | Combat de la soirée.                                                                                         |
| Défaite  | 14–4   | Chad Mendes       | Décision unanime                           | WEC 50                                 | 18 août 2010      | 3     | 5:00  | Las Vegas, Nevada, États-Unis         | |
| Victoire | 14–3   | John Franchi      | Soumission (étranglement en guillotine)    | WEC 44                                 | 18 novembre 2009  | 3     | 4:50  | Las Vegas, Nevada, États-Unis         | Combat de la soirée.                                                                                         |
| Défaite  | 13–3   | José Aldo         | KO (coup de genou sauté et coups de poing) | WEC 41                                 | 7 juin 2009       | 1     | 0:08  | Sacramento, Californie, États-Unis    | Combat pour déterminer l'aspirant no 1 au titre des poids plumes WEC.                                        |
| Victoire | 13–2   | Hiroyuki Takaya   | Décision unanime                           | WEC 37                                 | 3 décembre 2008   | 3     | 5:00  | Las Vegas, Nevada, États-Unis         | Combat de la soirée.                                                                                         |
| Victoire | 12–2   | Donny Walker      | Soumission (étranglement arrière)          | IFBL 11                                | 23 décembre 2007  | 3     | 1:24  | Niles, Ohio, États-Unis               | |
| Défaite  | 11–2   | Jens Pulver       | Soumission (étranglement en guillotine)    | WEC 31                                 | 12 décembre 2007  | 1     | 0:35  | Las Vegas, Nevada, États-Unis         | |
| Victoire | 11–1   | Micah Miller      | Décision unanime                           | WEC 28                                 | 3 juin 2007       | 3     | 5:00  | Las Vegas, Nevada, États-Unis         | |
| Victoire | 10–1   | Tommy Lee         | Soumission (étranglement en guillotine)    | WEC 26                                 | 24 mars 2007      | 1     | 3:17  | Las Vegas, Nevada, États-Unis         | |
| Victoire | 9–1    | Chuck Kim         | KO (coup de poing)                         | BIB                                    | 17 novembre 2006  | 1     | 4:51  | Bakersfield, Californie, États-Unis   | |
| Victoire | 8–1    | Charlie Valencia  | TKO (coups de poing)                       | KOTC                                   | 16 octobre 2006   | 1     | 4:52  | San Jacinto, Californie, États-Unis   | |
| Victoire | 7–1    | Richard Montano   | Décision unanime                           | KOTC                                   | 4 août 2006       | 2     | 5:00  | San Jacinto, Californie, États-Unis   | Début en poids plumes.                                                                                       |
| Victoire | 6–1    | Shannon Gugerty   | TKO (coups de poing)                       | TC 13                                  | 11 mars 2006      | 2     | 3:40  | Del Mar, Californie, États-Unis       | |
| Victoire | 5–1    | Fernando Arreola  | Soumission verbale (coups de poing)        | KOTC                                   | 2 décembre 2005   | 1     | 3:21  | San Jacinto, Californie, États-Unis   | |
| Victoire | 4–1    | Mike Corey        | TKO (coupure)                              | KOTC                                   | 23 septembre 2005 | 2     | 2:42  | San Jacinto, Californie, États-Unis   | |
| Victoire | 3–1    | Armando Sanchez   | Soumission verbale (coups de poing)        | KOTC                                   | 5 août 2005       | 1     | 1:59  | San Jacinto, Californie, États-Unis   | |
| Victoire | 2–1    | Martin Bautista   | Soumission (étranglement arrière)          | Total Combat 7                         | 29 janvier 2005   | 2     | N/A   | Tijuana, Mexique                      | |
| Victoire | 1–1    | Joe Morales       | Soumission verbale (coups de poing)        | Total Combat 6                         | 24 octobre 2004   | 1     | 2:28  | Tijuana, Mexique                      | |
| Défaite  | 0–1    | Shannon Gugerty   | Soumission (étranglement arrière)          | Total Combat 4                         | 25 juillet 2004   | 1     | 0:15  | Tijuana, Mexique                      | |